# مطار سوفارنابومي الدولي

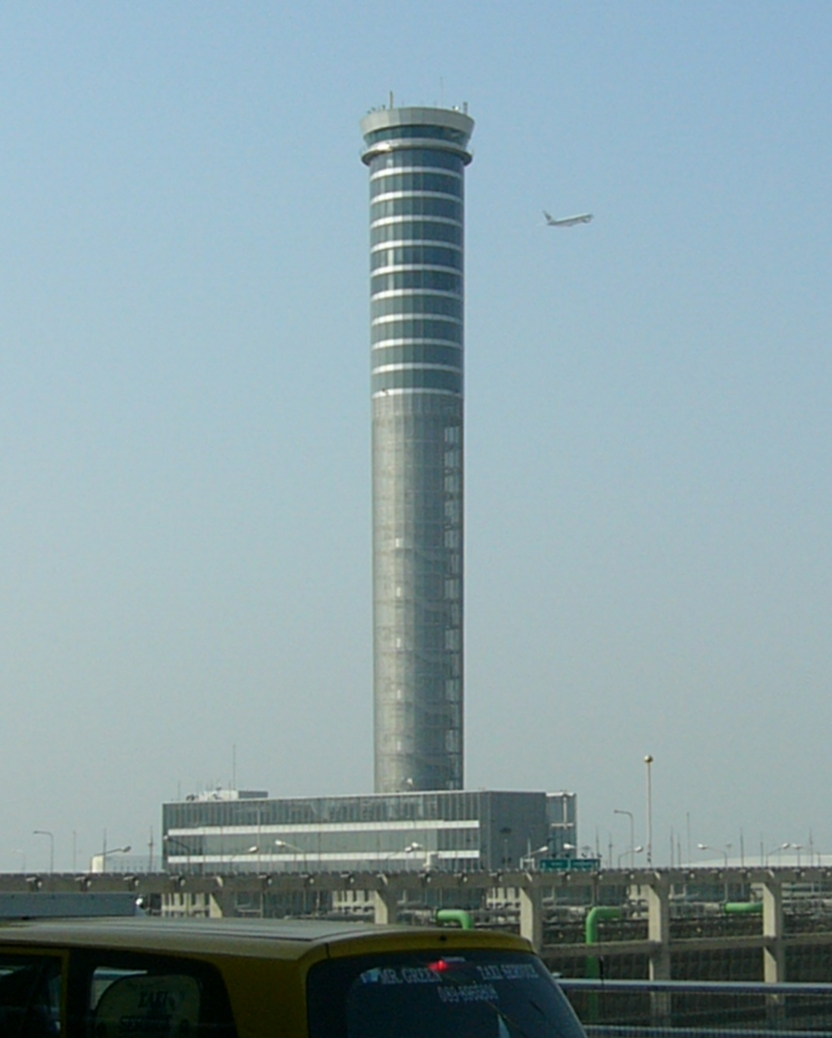
برج مراقبة المطار، الأعلى في العالم 136 متر.

مطار سوانابوم الدولي (باللغة تايلندية:ท่าอากาศยานสุวรรณภูมิ) المطار الدولي الرئيسي للعاصمة التايلندية بانكوك (إياتا: BKK، إيكاو: VTBS) . يطلق عليه أيضا مطار بانكوك الدولي الجديد. يبعد عن وسط مدينة بانكوك 25 كيلومتر في منطقة راشا ثيوا في مقاطعة بانج فلي شرق بانكوك. أحد أزحم المطارات في آسيا وصنف في المرتبة الثامنة عشر عالميا من ناحية عدد الركاب المسافرين بما يقارب 37 مليون مسافر سنويا. ويعتبر المطار قاعدة العمليات الرئيسية للخطوط الجوية الدولية التايلاندية، وطيران بانكوك، وطيران أورينت تاي. وطيران بي بير وطيران تاي أيرآسيا.

## نبذة تاريخية

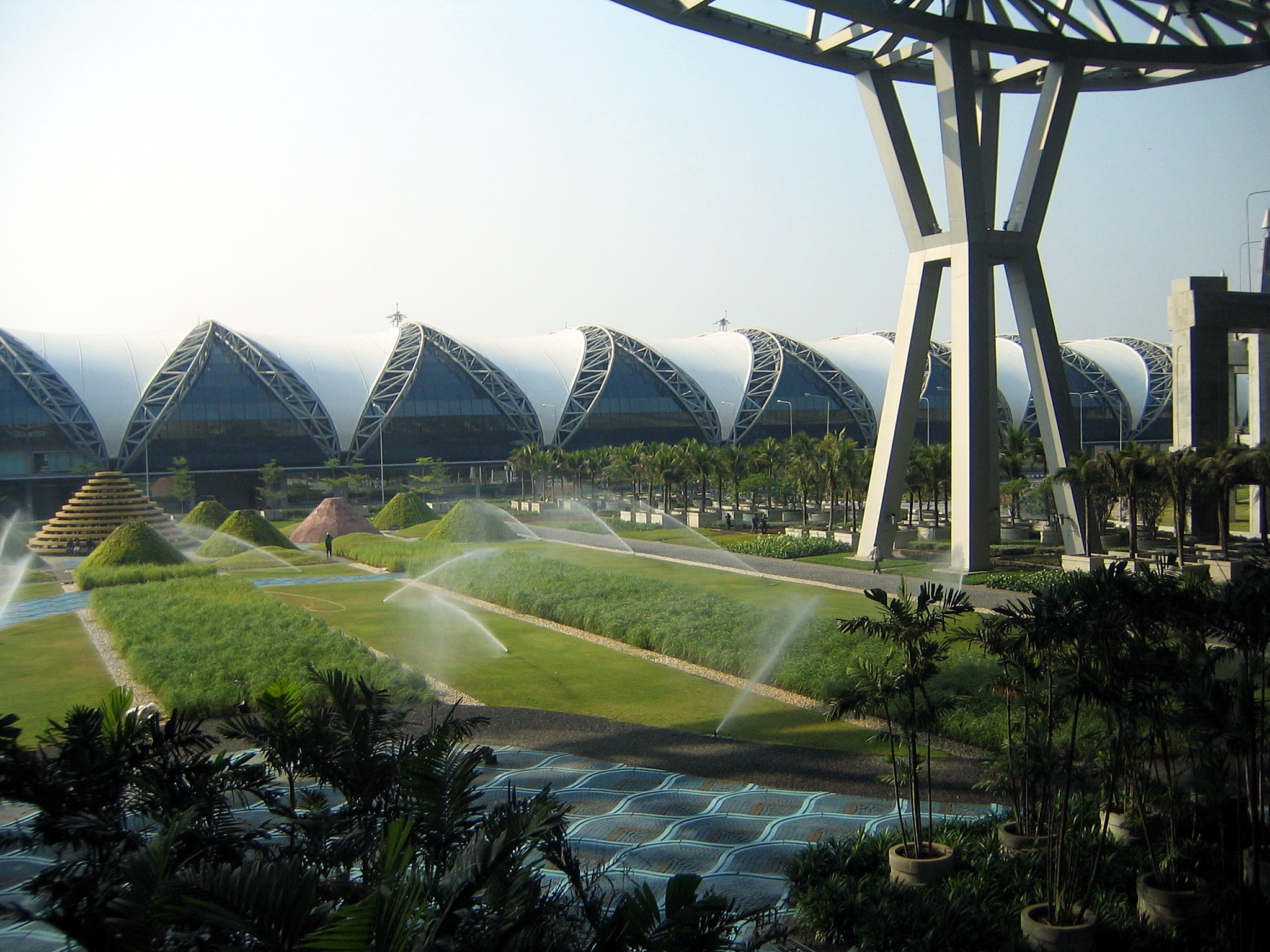
واجهة المطار من الخارج

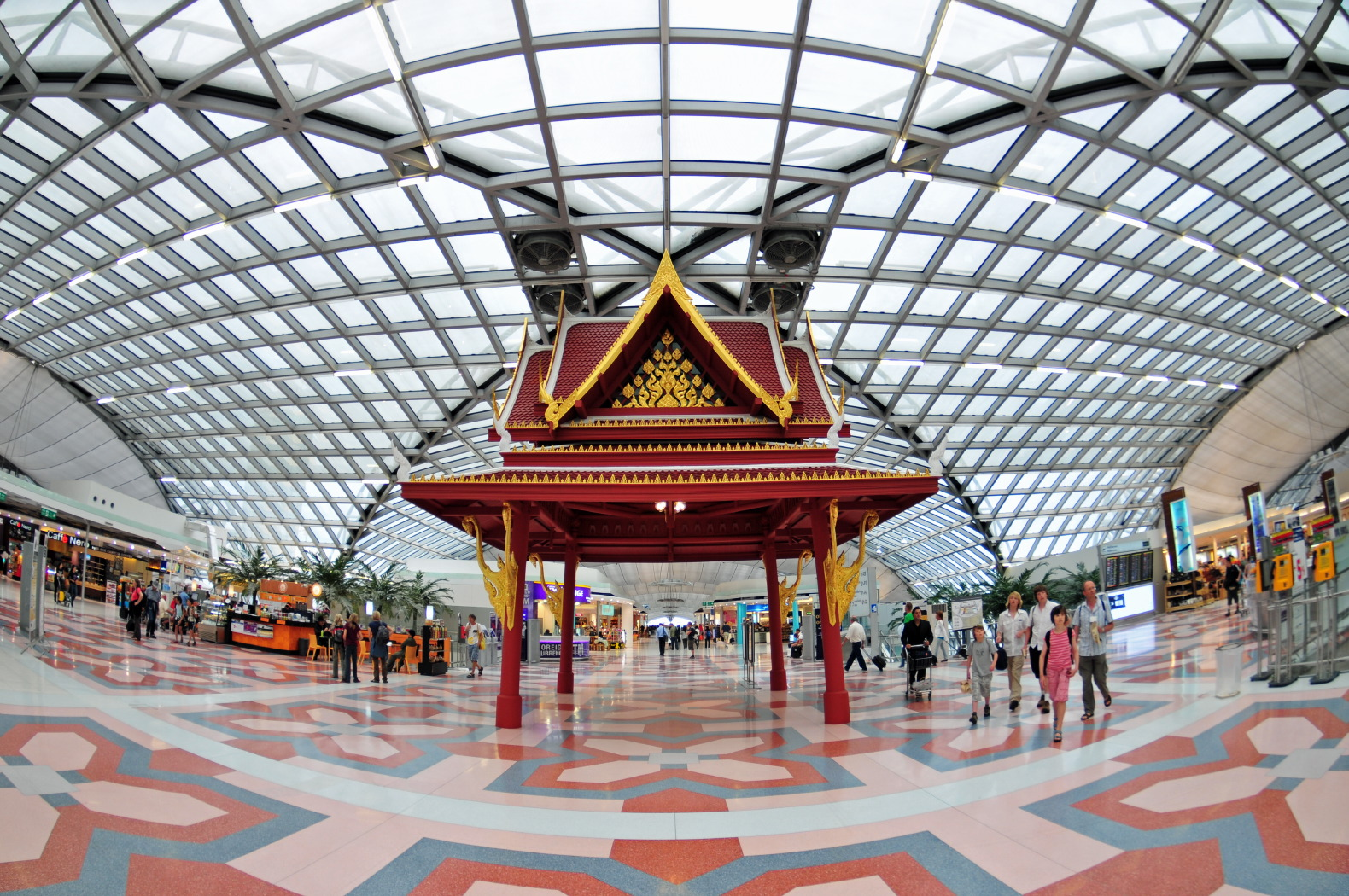
صالة المطار

طرحت فكرة إنشاء المطار في عام 1973 وعلى ذلك تم تحديد جديد للمطار . إلا أنه غض الطرف عن تنفيذ المشروع بسبب دخول البلاد في دوامة من الاضطرابات السياسية بدأت بحركة اعتصام الطلاب تبعها انقلاب على الحكومة العسكرية في ذلك الوقت، حتى عام 1996 تم تكوين شركة مطار بانكوك الدولي بعد ضغوط برلمانية واقتصادية. كانت الأزمة الاقتصادية الآسيوية سببا رئيسيا في تأخير البدء في أعمال الإنشاءات في المطار إلى عام 2002. في عام 2005 تم حل شركة مطار بانكوك الدولي وإسناد مهامها إلى مجلس مطارات تايلند.
أفتتح المطار رسميا في عام 2006  بعد تأخير عام كامل عند الموعد المحدد للافتتاح وتم تحويل جميع الرحلات الجوية من مطار دون موانغ الدولي إلى المطار. وفي عام 2007 أعلنت شركة الخطوط الجوية الدولية التايلاندية عن خطة لإعادة معظم رحلاتها الداخلية إلى مطار دون موانغ المغلق، بسبب المشاكل التنظيمية </ref> المخاوف المقلقة لحالات التهتك في بعض مواقع مدرج المطار الجديد ، بالرغم من تأكيدات عدد اللجان عدم تأثير تلك الحالات على سلامة المطار قررت إدارة الطيران المدني في عام 2007 عدم تجديد شهادة السلامة للمطار. في 26 نوفمبر 2008 اقتحم المحتجون من أنصار المعارضة المطار واحتلوا جميع مرافق المطار مما تسبب في إغلاقه أمام الحركة الجوية لمدة ثمانية أيام. تم إعادة تشغيل المطار بكامل طاقته التشغيلية المعتادة بعد مغادرة المحتجين بثلاثة أيام.

## شركات الطيران والوجهات

### الركاب
| شركـات طيـران                     | الوجهات |
| --------------------------------- | --- |
| إيروفلوت                          | Irkutsk، مطار شيريميتييفو الدولي، Vladivostok |
| العربية للطيران                   | مطار الشارقة الدولي (تبدأ في 30 يونيو 2023) |
| طيران آسيا (إكس)                  | مطار كوالالمبور الدولي |
| طيران أستانا                      | مطار ألماتي الدولي |
| طيران أوسترال                     | Saint-Denis de la Réunion ‏ |
| Air Busan                         | Busan، مطار إنتشون الدولي |
| طيران كندا                        | موسمي: مطار فانكوفر الدولي |
| طيران الصين                       | مطار بكين العاصمة الدولي، مطار هانغتشو شياوشان الدولي |
| الخطوط الجوية الفرنسية            | مطار باريس شارل ديغول |
| طيران الهند                       | مطار انديرا غاندي الدولي، مطار تشاتراباتي شيفاجي الدولي |
| طيران ماكاو                       | مطار ماكاو الدولي |
| Air Premia                        | مطار إنتشون الدولي |
| خطوط كل اليابان الجوية            | مطار طوكيو هانيدا الدولي، مطار ناريتا الدولي |
| خطوط آسيانا الجوية                | مطار إنتشون الدولي |
| الخطوط الجوية النمساوية           | مطار فيينا الدولي |
| بامبو إيرويز                      | مطار نوي باي الدولي، مطار تان سون نهات الدولي |
| طيران بانكوك                      | مطار تشيانغ مي، مطار دا نانغ الدولي، Hat Yai ‏، مطار ساموي، مطار كرابي، Lampang، مطار لوانغ برابانغ الدولي، مطار فيلانا الدولي، مطار بنوم بنه الدولي، Phuket، Siem Reap ‏، Sukhothai، Trat، Yangon |
| خطوط العاصمة بكين الجوية          | مطار تشانغشا هوانغوا الدولي، مطار هانغتشو شياوشان الدولي، مطار نانجينغ الدولي، مطار شانغهاي بودنغ الدولي |
| خطوط بيمان بنغلاديش الجوية        | مطار شاه جلال الدولي |
| خطوط بوتان الجوية                 | مطار نيتاجي سوبهاس شاندرا بوس الدولي، مطار بارو الدولي موسمي: Gaya (تستأنف 15 نوفمبر 2023) |
| Cambodia Airways                  | مطار بنوم بنه الدولي |
| كاثي باسيفيك                      | مطار هونغ كونغ الدولي |
| سيبو باسيفيك                      | مطار كلارك الدولي، مطار نينوي أكوينو الدولي |
| الخطوط الجوية الصينية             | مطار كاوهسيونغ الدولي، مطار تايوان تاويوان الدولي |
| خطوط شرق الصين الجوية             | مطار كونمينغ جانغشوي الدولي، مطار شانغهاي بودنغ الدولي |
| خطوط جنوب الصين الجوية            | مطار قوانغتشو باييون الدولي |
| طيران دروك                        | مطار باجدوجرا، مطار شاه جلال الدولي، مطار بارو الدولي |
| إل عال                            | مطار بن غوريون الدولي |
| طيران الإمارات                    | مطار دبي الدولي، مطار هونغ كونغ الدولي |
| الخطوط الجوية الإثيوبية           | مطار أديس أبابا بولي الدولي، مطار هونغ كونغ الدولي |
| الاتحاد للطيران                   | مطار أبو ظبي الدولي |
| إيفا للطيران                      | مطار سخيبول أمستردام، مطار لندن هيثرو، مطار تايوان تاويوان الدولي، مطار فيينا الدولي |
| فين إير                           | مطار هلسنكي فانتا |
| غارودا إندونيسيا                  | مطار سوكارنو هاتا الدولي |
| غو إير                            | مطار انديرا غاندي الدولي، مطار تشاتراباتي شيفاجي الدولي (تتوقفان في 4 يونيو 2023) |
| Greater Bay Airlines              | مطار هونغ كونغ الدولي |
| طيران الخليج                      | مطار البحرين الدولي، مطار شانغي سنغافورة |
| طيران جي إكس                      | مطار نانينغ الدولي |
| خطوط هاينان الجوية                | مطار بكين العاصمة الدولي، مطار قوانغتشو باييون الدولي، مطار هايكو ميلان الدولي |
| Hebei Airlines                    | مطار قوييانغ لونغدونغابو الدولي، Lianyungang، مطار شيجياتشوانغ تشنغدينغ الدولي |
| خطوط هونغ كونغ اكسبرس             | مطار هونغ كونغ الدولي |
| خطوط هونغ كونغ الجوية             | مطار هونغ كونغ الدولي |
| خطوط إنديقو                       | مطار كيمبيغودا الدولي، Bhubaneswar، مطار انديرا غاندي الدولي، مطار نيتاجي سوبهاس شاندرا بوس الدولي، مطار تشاتراباتي شيفاجي الدولي |
| الخطوط الجوية اليابانية           | مطار كانساي الدولي، مطار طوكيو هانيدا الدولي، مطار ناريتا الدولي |
| Jeju Air                          | Busan، مطار جيجو الدولي، Muan، مطار إنتشون الدولي |
| خطوط جيت ستار الجوية              | مطار ملبورن الدولي |
| خطوط جيتستار آسيا الجوية          | مطار شانغي سنغافورة |
| Jin Air                           | Busan، مطار إنتشون الدولي |
| خطوط جونياو الجوية                | مطار شانغهاي بودنغ الدولي |
| الخطوط الجوية الملكية الهولندية   | مطار سخيبول أمستردام |
| كوريا للطيران                     | Busan، مطار إنتشون الدولي |
| Kunming Airlines                  | مطار كونمينغ جانغشوي الدولي |
| الخطوط الجوية الكويتية            | مطار الكويت الدولي |
| Lanmei Airlines                   | مطار بنوم بنه الدولي، Siem Reap ‏ |
| طيران لاوس                        | مطار باكسي الدولي، Savannakhet، مطار واتاي الدولي |
| خطوط لاكي الجوية                  | مطار جينغديو الجديد، مطار كونمينغ جانغشوي الدولي، مطار تشنغتشو الدولي |
| لوفتهانزا                         | مطار فرانكفورت، مطار ميونخ الدولي |
| ماهان إير                         | مطار الإمام الخميني الدولي |
| الخطوط الجوية الماليزية           | مطار كوالالمبور الدولي |
| جزر المالديف                      | مطار فيلانا الدولي |
| الخطوط الجوية المنغولية           | موسمي: مطار جنكيز خان الدولي الجديد |
| MYAirline                         | مطار كوالالمبور الدولي (تبدأ في 28 يونيو 2023) |
| Myanmar Airways International     | مطار ماندالاي الدولي، Yangon |
| Myanmar National Airlines         | Yangon |
| الخطوط الجوية النيبالية           | مطار تريبوفان الدولي |
| خطوط نورس أتلانتيك الجوية         | موسمي: Oslo (تبدأ في 2 نوفمبر 2023) |
| الطيران العماني                   | مطار مسقط الدولي |
| Pacific Airlines ‏                 | مطار نوي باي الدولي، مطار تان سون نهات الدولي |
| Peach                             | مطار كانساي الدولي |
| الخطوط الجوية الفلبينية           | مطار ماكتان سيبو الدولي، مطار نينوي أكوينو الدولي |
| كانتاس                            | مطار سيدني |
| الخطوط الجوية القطرية             | مطار حمد الدولي |
| Qingdao Airlines                  | مطار غينغادو جياودونغ الدولي |
| خطوط رويال بروناي الجوية          | مطار بروناي الدولي |
| الملكية الأردنية                  | مطار الملكة علياء الدولي، مطار هونغ كونغ الدولي |
| خطوط إس سفن                       | Irkutsk، Khabarovsk (معلقة)، مطار يميلانو الدولي (معلقة)، مطار دوموديدوفو الدولي (معلقة)، مطار نوفوسيبيرسك (معلقة)، Ulan-Ude (معلقة)، Vladivostok (معلقة) |
| طيران السلام                      | مطار مسقط الدولي |
| الخطوط السعودية                   | مطار الملك عبد العزيز الدولي، مطار الملك خالد الدولي |
| الخطوط الجوية الإسكندنافية        | موسمي: مطار كوبنهاغن (تستأنف 30 أكتوبر 2023) |
| سكوت للطيران                      | مطار شانغي سنغافورة |
| خطوط شاندونغ الجوية               | مطار غينغادو جياودونغ الدولي |
| خطوط شانغهاي الجوية               | مطار شانغهاي بودنغ الدولي |
| خطوط شينزين الجوية                | مطار شينزين باوان الدولي |
| خطوط سيتشوان الجوية               | مطار جينغديو الجديد |
| الخطوط الجوية السنغافورية         | مطار شانغي سنغافورة |
| Sky Angkor Airlines               | مطار بنوم بنه الدولي |
| سبايس جيت                         | مطار انديرا غاندي الدولي، مطار نيتاجي سوبهاس شاندرا بوس الدولي، مطار تشاتراباتي شيفاجي الدولي |
| سبرينغ (شركة طيران)               | مطار شانغهاي بودنغ الدولي |
| الخطوط الجوية السريلانكية         | مطار باندارنيك الدولي |
| ستارلوكس للطيران                  | مطار تايوان تاويوان الدولي |
| الخطوط الجوية الدولية السويسرية   | مطار زيورخ الدولي |
| طيران آسيا (تايلاند)              | مطار تشيانغ مي، مطار كرابي، مطار كوالالمبور الدولي، Phuket |
| Thai AirAsia X                    | مطار ملبورن الدولي، مطار كانساي الدولي، مطار إنتشون الدولي، مطار شانغهاي بودنغ الدولي، مطار سيدني، مطار تبليسي الدولي، مطار ناريتا الدولي موسمي: Sapporo–Chitose |
| الخطوط الجوية الدولية التايلاندية | مطار بكين العاصمة الدولي، مطار كيمبيغودا الدولي، مطار جينغديو الجديد، مطار تشيناي الدولي، مطار كوبنهاغن، مطار انديرا غاندي الدولي، مطار نغوراه راي الدولي، مطار شاه جلال الدولي، مطار فرانكفورت، Fukuoka، مطار قوانغتشو باييون الدولي، مطار هونغ كونغ الدولي، مطار راجيف غاندي الدولي، مطار إسلام آباد الدولي، مطار سوكارنو هاتا الدولي، مطار الملك عبد العزيز الدولي، مطار جناح الدولي، مطار كوالالمبور الدولي، مطار كونمينغ جانغشوي الدولي، مطار علامه إقبال الدولي، مطار لندن هيثرو، مطار نينوي أكوينو الدولي، مطار ملبورن الدولي، مطار مالبينسا (تستأنف 15 نوفمبر 2023)، مطار تشاتراباتي شيفاجي الدولي، مطار ميونخ الدولي، مطار تشوبو سنتراير الدولي، مطار كانساي الدولي، مطار باريس شارل ديغول، مطار ليوناردو دا فينشي، Sapporo–Chitose، مطار إنتشون الدولي، مطار شانغهاي بودنغ الدولي، مطار شانغي سنغافورة، مطار ستوكهولم أرلاندا، مطار سيدني، مطار تايوان تاويوان الدولي، مطار طوكيو هانيدا الدولي، مطار ناريتا الدولي، مطار زيورخ الدولي |
| Thai Smile                        | مطار سردار فالابهبهاي باتل الدولي، مطار تشانغشا هوانغوا الدولي، مطار تشيانغ مي، مطار تشيانغ ري الدولي، مطار تشونغتشينغ جيانغبى الدولي، مطار نوي باي الدولي، Hat Yai ‏، مطار تان سون نهات الدولي، مطار جايبور الدولي، مطار كاوهسيونغ الدولي، مطار تريبوفان الدولي، Khon Kaen ‏، مطار نيتاجي سوبهاس شاندرا بوس الدولي، مطار كرابي، مطار تشاتراباتي شيفاجي الدولي، Narathiwat، مطار بينانق الدولي، مطار بنوم بنه الدولي، Phuket، Siem Reap ‏، Surat Thani ‏، Ubon Ratchathani ‏، مطار ودون ثاني، مطار واتاي الدولي، مطار شيامن قاوتشي الدولي، Yangon، مطار تشنغتشو الدولي موسمي: Gaya |
| Thai VietJet Air                  | مطار تشانغتشو بيننو، مطار تشيانغ مي، مطار تشيانغ ري الدولي، مطار لين خونج، مطار دا نانغ الدولي، Fukuoka، مطار هايكو ميلان الدولي، Hat Yai ‏، مطار تان سون نهات الدولي، Khon Kaen ‏، مطار كرابي، Nakhon Si Thammarat ‏، مطار نانجينغ الدولي، مطار نينغبو ليش الدولي، مطار بنوم بنه الدولي، Phuket، مطار فو كوك الدولي، مطار شانغي سنغافورة، Surat Thani ‏، مطار تايوان تاويوان الدولي، Ubon Ratchathani ‏، مطار ودون ثاني، مطار تشنغتشو الدولي موسمي: Gaya |
| الخطوط الجوية التركية             | مطار إسطنبول الدولي |
| T'way Air                         | Daegu، مطار إنتشون الدولي |
| أورومتشي للطيران                  | مطار أورومتشي الدولي، مطار ووهان الدولي |
| يو إس بنغلا للطيران               | مطار شاه جلال الدولي |
| الخطوط الجوية الأوزبكستانية       | مطار طشقند الدولي |
| خطوط فيت جيت                      | مطار نوي باي الدولي، مطار تان سون نهات الدولي |
| الخطوط الجوية الفيتنامية          | مطار دا نانغ الدولي، مطار نوي باي الدولي، مطار تان سون نهات الدولي |
| Vietravel Airlines                | مطار نوي باي الدولي، مطار تان سون نهات الدولي |
| فيستارا                           | مطار انديرا غاندي الدولي، مطار تشاتراباتي شيفاجي الدولي |
| West Air ‏                         | مطار تشونغتشينغ جيانغبى الدولي، مطار تشنغتشو الدولي |
| خطوط زيامن الجوية                 | مطار داليان الدولي، مطار فوتشو تشانغله الدولي، مطار تيانجين الدولي، مطار شيامن قاوتشي الدولي |
| Zipair Tokyo                      | مطار ناريتا الدولي |

### الشحن
| شركـات طيـران                    | الوجهات |
| -------------------------------- | --- |
| خطوط هونك كونك الجوية            | مطار هونغ كونغ الدولي |
| Air ACT                          | مطار إسطنبول الدولي |
| AeroLogic                        | مطار كيمبيغودا الدولي، مطار فرانكفورت، مطار سوكارنو هاتا الدولي، مطار لايبزيغ هاله، مطار بينانق الدولي، مطار شانغي سنغافورة |
| AirBridgeCargo                   | مطار هونغ كونغ الدولي، مطار شيريميتييفو الدولي (معلقة) |
| طيران أطلس                       | مطار تيد ستيفنز أنكوراج الدولي، مطار هونغ كونغ الدولي، مطار سيدني |
| خطوط كل اليابان الجوية           | مطار سوكارنو هاتا الدولي، مطار كانساي الدولي، مطار شانغي سنغافورة، مطار تايوان تاويوان الدولي، مطار ناريتا الدولي |
| خطوط آسيانا الجوية               | مطار إنتشون الدولي |
| Air Belgium Cargo ‏               | مطار لييج |
| Cardig Air                       | مطار هونغ كونغ الدولي، مطار سوكارنو هاتا الدولي، مطار شانغي سنغافورة |
| كارغولوكس                        | مطار الملكة علياء الدولي، مطار البحرين الدولي، مطار حيدر علييف الدولي، مطار تان سون نهات الدولي، مطار لوكسمبورغ، مطار شانغهاي بودنغ الدولي، مطار شينزين باوان الدولي، مطار شيامن قاوتشي الدولي، مطار تشنغتشو الدولي، مطار بينيتو خواريز الدولي، مطار غوادالاخارا الدولي |
| Cargolux Italia                  | مطار هونغ كونغ الدولي، مطار مالبينسا |
| كاثي باسيفيك                     | مطار هونغ كونغ الدولي، مطار بينانق الدولي، مطار شانغي سنغافورة |
| الخطوط الجوية الصينية            | مطار سخيبول أمستردام، مطار جينغديو الجديد، مطار تايوان تاويوان الدولي |
| الخطوط الجوية الصينية للبريد     | مطار كونمينغ جانغشوي الدولي |
| الخطوط الجوية الصينية للشحن      | مطار شانغهاي بودنغ الدولي، مطار شانغي سنغافورة |
| دي إتش إل للطيران                | مطار أوكلاند الدولي، مطار هونغ كونغ الدولي، مطار لايبزيغ هاله، مطار بينانق الدولي |
| إيفا للطيران                     | مطار تايوان تاويوان الدولي |
| الإمارات للشحن الجوي             | مطار آل مكتوم الدولي، مطار تشاتراباتي شيفاجي الدولي، مطار شانغهاي بودنغ الدولي |
| الخطوط الجوية الإثيوبية          | مطار أديس أبابا بولي الدولي |
| European Air Transport (Belgium) | مطار لايبزيغ هاله |
| فيديكس إكسبرس                    | مطار قوانغتشو باييون الدولي، مطار نوي باي الدولي، مطار سوكارنو هاتا الدولي، مطار بينانق الدولي، مطار شانغي سنغافورة |
| غارودا إندونيسيا                 | مطار سوكارنو هاتا الدولي |
| خطوط هونغ كونغ الجوية            | مطار هونغ كونغ الدولي |
| K-Mile Air                       | مطار نوي باي الدولي، مطار هونغ كونغ الدولي، مطار سوكارنو هاتا الدولي، مطار بنوم بنه الدولي، مطار شانغي سنغافورة، مطار شينزين باوان الدولي |
| كوريا للطيران                    | مطار تشيناي الدولي، مطار إنتشون الدولي، مطار شانغي سنغافورة |
| لوفتهانزا للشحن                  | مطار كيمبيغودا الدولي، مطار فرانكفورت، مطار تشاتراباتي شيفاجي الدولي، مطار الشارقة الدولي |
| Longhao Airlines                 | مطار نانينغ الدولي، مطار شينزين باوان الدولي |
| MASkargo                         | مطار هونغ كونغ الدولي، مطار كوالالمبور الدولي |
| My Indo Airlines                 | مطار شينزين باوان الدولي |
| Nippon Cargo Airlines            | مطار ناريتا الدولي |
| Polar Air Cargo                  | مطار تيد ستيفنز أنكوراج الدولي، مطار هونغ كونغ الدولي، مطار سيدني |
| Qantas Freight                   | Avalon، مطار كوالالمبور الدولي، مطار شانغهاي بودنغ الدولي، مطار سيدني |
| طيران راية                       | مطار نوي باي الدولي، مطار السلطان عبد العزيز شاه |
| Singapore Airlines Cargo         | مطار شانغهاي بودنغ الدولي، مطار شانغي سنغافورة |
| خطوط سوبارنا الجوية              | مطار شانغهاي بودنغ الدولي |
| Silk Way West Airlines           | مطار حيدر علييف الدولي، مطار آل مكتوم الدولي |
| الخطوط الجوية التركية            | مطار ألماتي الدولي، مطار انديرا غاندي الدولي، مطار إسلام آباد الدولي، مطار إسطنبول الدولي، مطار علامه إقبال الدولي، مطار طشقند الدولي |
| خطوط يو بي إس الجوية             | مطار بكين العاصمة الدولي، مطار كولونيا بون الدولي، مطار انديرا غاندي الدولي، مطار تشاتراباتي شيفاجي الدولي، مطار شينزين باوان الدولي |
| YTO Cargo Airlines               | مطار نينغبو ليش الدولي |

## وصلات خارجية
- الموقع الإلكتروني للمطار
- المنطقة الحرة
- دليل المطار
- شركة مطارات تايلند العامة المحدودة و صفحة المطار على موقع الشركة نسخة محفوظة 26 سبتمبر 2007 على موقع واي باك مشين.
- Suvarnabhumi Airport نسخة محفوظة 13 أغسطس 2006 على موقع واي باك مشين. معلومات عن المشروع
- دليل المطار والمناطق المحيطة به